# Viola allchariensis
Viola allchariensis Beck – gatunek roślin z rodziny fiołkowatych (Violaceae). Występuje naturalnie w Chorwacji, Czarnogórze, Albanii i Grecji. 

## Morfologia
PokrójBylina dorastająca do 8–25 cm wysokości, tworząca kłącza.
LiścieBlaszka liściowa ma kształt od eliptycznie podługowatego do równowąskiego. Mierzy 2–5 cm długości, jest całobrzega, ma sercowatą nasadę i ostry wierzchołek. Przylistki są równowąskie i osiągają 2–5 mm długości. Ogonek liściowy jest nagi.
KwiatyPojedyncze, wyrastające z kątów pędów. Mają działki kielicha o owalnym kształcie. Płatki są odwrotnie jajowate i mają żółtą lub białą barwę, płatek przedni jest wyposażony w zakrzywioną ostrogę o długości 5 mm.

## Biologia i ekologia
Rośnie na brzegach cieków wodnych i terenach skalistych. 